# Сельское поселение Куйбышевский
Сельское поселение Куйбышевский — муниципальное образование в Красноармейском районе Самарской области.
Административный центр — посёлок Куйбышевский.

## Административное устройство
В состав сельского поселения Куйбышевский входят:
- посёлок Встречный,
- посёлок Куйбышевский.